# Mount Edgcumbe
Mount Edgcumbe ist der Name eines Herrenhauses mit einer umgebenden Landschaftspark in Cornwall in Großbritannien. Das seit 1966 als Kulturdenkmal auf der Statutory List of Buildings of Special Architectural or Historic Interest Grade II klassifizierte Mount Edgcumbe House liegt im Südosten Cornwalls bei Maker-with-Rame auf der Halbinsel Rame und ist berühmt für seinen nach Grade I klassifizierten Landschaftspark, der heute als Country Park dient.

## Geschichte
Piers Edgcumbe erwarb 1493 durch seine Heirat mit Joan Dynham, die verwitwete Erbin der Familie Durnford, die Ländereien der Familie, zu denen auch der südöstliche Teil der Halbinsel Rame gehörte. 1515 erhielt er von Heinrich VIII. die Erlaubnis, dort einen 125 ha großen Hirschpark anzulegen. Um 1545 ließ der König unweit des Hirschparks das Blockhouse, eine kleine Küstenbefestigung zur Verteidigung des Plymouth Sound errichten. Der Sohn von Piers Edgcumbe, Richard, ließ das Herrenhaus als neuen Familiensitz von 1547 bis 1553 errichten. Bei der Auswahl des Bauplatzes waren erstmals bei einem englischen Herrenhaus weniger die Verteidigungsmöglichkeiten ausschlaggebend, sondern die Lage und die Aussicht. Für den großzügigen Bau musste sich der Bauherr hoch verschulden. Das Haus galt als so prächtig, dass der Befehlshaber der Armada, der Herzog von Medina Sidonia, es nach der Eroberung Englands als seine Residenz nutzen wollte. Während des englischen Bürgerkriegs war der damalige Besitzer Piers Edgcumbe ein Parteigänger des Königs, weshalb das Herrenhaus von Parlamentstruppen angegriffen und dabei schwer beschädigt wurde. Piers Edgcumbe hatte die Kirche von Maker befestigt und kapitulierte schließlich 1644 vor Fairfax. Das Herrenhaus wurde im 18. und vor allem im 19. Jahrhundert von den 1789 zu Earls of Mount Edgcumbe erhobenen Hausherren erweitert. Die gegen Ende des 17. Jahrhunderts angelegten formalen Gärten wurde vor allem unter dem 1. Earl und 2. Earl of Mount Edgcumbe in einen großen Landschaftspark umgewandelt, für den das Anwesen bereits im 18. Jahrhundert berühmt war. Im 19. Jahrhundert mussten einige kleine Gebiete am Ufer des Plymouth Sound verkauft werden, die zur Anlage von Fort Picklecombe, Polhawn Fort und anderen Küstenbefestigungen des neuen Fortgürtels um Plymouth benötigt wurden.

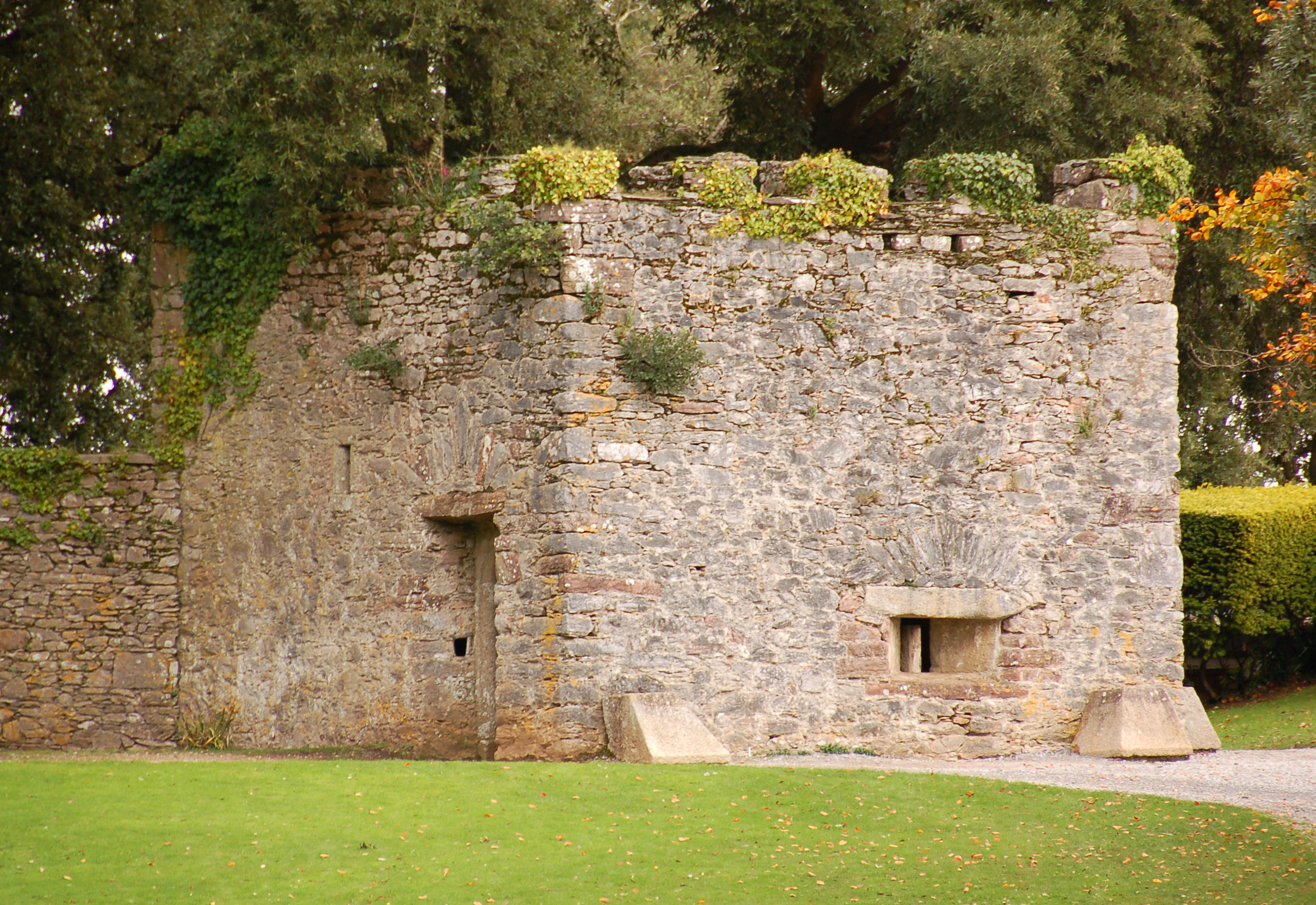
Das Blockhouse, eine Küstenbefestigung aus dem 16. Jahrhundert

Bei einem Angriff der deutschen Luftwaffe auf Plymouth am 22. April 1941 wurde auch das Herrenhaus von Brandbomben getroffen und brannte aus. Zahlreiche Porträts und ein Teil der Einrichtung wurden durch das Feuer zerstört, einige Gemälde und Möbel konnten jedoch aus dem Haus gerettet werden. Zur Vorbereitung der Invasion der Normandie lagerten 1944 amerikanische Truppen im Park, die 110th Field Artillery der 29. US-Infanteriedivision brach 1944 vom Barn Pool nach Frankreich auf.
Der Wiederaufbau des Herrenhauses begann 1958 nach Plänen von Adrian Gilbert Scott, das Äußere war bis 1964 wiederhergestellt. Der 7. Earl of Mount Edgcumbe verkaufte 1971 Haus und Park an die Grafschaft Cornwall und die Stadt Plymouth. Der Park ist seitdem als Country Park ganzjährig öffentlich zugängig und wird gemeinsam vom Cornwall Council und Plymouth City Council verwaltet. Bis 1987 wohnte die Familie Edgcumbe noch in dem Haus, seit 1988 kann auch das Herrenhaus und der angrenzende Earls Garden von April bis September besichtigt werden. Die Friends of Mount Edgcumbe als Förderverein unterstützen die Parkverwaltung, bieten Führungen durch den Park an und sammeln Spenden.

## Anlage

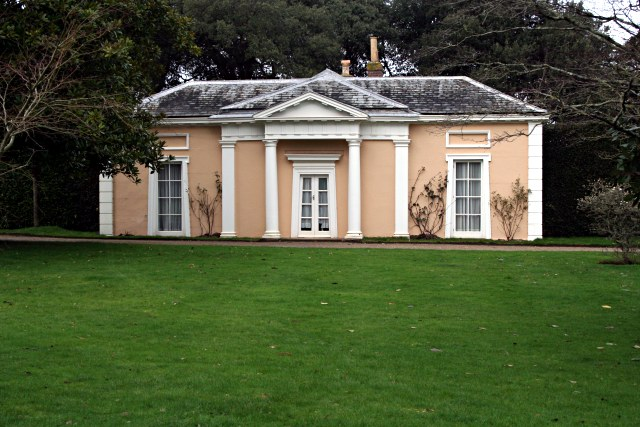
Das Sommerhaus im englischen Garten

Beim Wiederaufbau nach der Zerstörung im Zweiten Weltkrieg wurde das Äußere des Herrenhauses im Tudorstil des 16. Jahrhunderts wiederhergestellt, die Anbauten und Veränderungen aus dem 18. und 19. Jahrhundert wurden nicht wiederaufgebaut. Das Haus besitzt vier zweigeschossigen Flügel aus Buntsandstein, die einen Innenhof umschließen. Die quadratische Anlage besitzt vier dreigeschossigen, achteckige Ecktürme. Die Außenmauern und Türme sind zinnengeschmückt, die Dächer flach geneigt.
Die Wirtschaftsgebäude und Stallungen aus dem späten 18. Jahrhundert befinden sich etwa 100 m südwestlich des Herrenhauses.

### Inneneinrichtung
Beim Wiederaufbau wurde nicht der Vorkriegszustand wiederhergestellt, sondern der 6. Earl of Mount Edgcumbe ließ das Haus als Wohnsitz für seine Familie mit Betondecken, hellen Räumen und mit dem damaligen Komfort errichten. Die Räume, darunter die zweigeschossige große Halle, der Drawing Room und die Bibliothek, sind mit Möbeln aus dem 18. und 19. Jahrhundert eingerichtet und enthalten chinesisches und englisches Porzellan aus dem 18. Jahrhundert sowie eine umfangreiche Gemäldesammlung mit Porträts von Joshua Reynolds, Godfrey Kneller und Peter Lely sowie Gemälden von Gaspard Poussin, Gerard van Edema und Willem van de Velde, die aus dem brennenden Haus gerettet werden konnten oder aus dem anderen Sitz der Familie, Cotehele House, stammen. Zu den wichtigsten Schätzen gehören drei große, im Speisesaal hängende Wandteppiche mit Jagdszenen, die vermutlich in der Mitte des 16. Jahrhunderts für das Herrenhaus in Flandern gefertigt wurden.

## Garten und Park
Nachdem bereits ab 1515 ein Hirschpark mit einer Damwildherde angelegt worden war, wurde im 18. Jahrhundert der Landschaftspark angelegt. Dazu wurden Serpentinenwege entlang der Klippen, Sichtachsen in den Wäldern und zahlreiche Bauwerke angelegt. Der Park war bereits im 18. Jahrhundert wegen seiner Anlage und Bauwerke und wegen seiner Ausblicke über die Küste, die oft als Malmotiv dienten, berühmt.
1976 schenkte die International Camellia Society dem Park 70 Kamelienarten, die in den Gärten gepflanzt wurden. Im folgenden Jahr wurde die Sammlung um 100 Arten aus David Trehane’s Garden bei Truro erweitert, die im Amphitheater gepflanzt wurden. Aufgrund des milden Klimas gedeihen die Pflanzen gut. Seitdem wurde die Sammlung ständig erweitert und umfasst nun etwa 1000 Arten, die als die National Camellia Collection gilt.

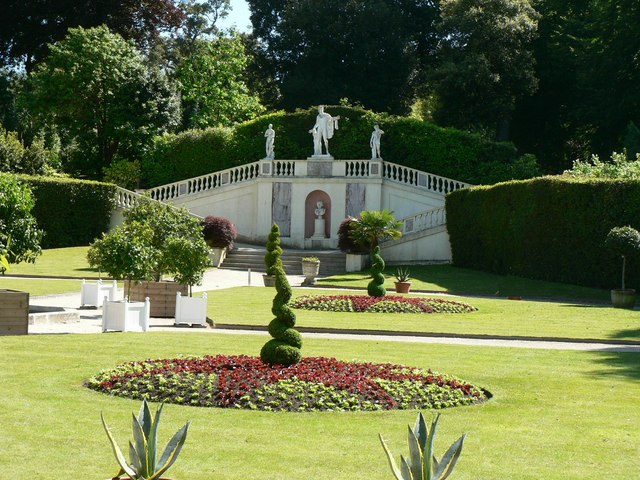
Der italienische Garten

### Die Gärten
Der Earl's Garden wurde im 18. Jahrhundert östlich des Herrenhauses angelegt. Er enthält alte und seltene Bäume wie eine 400-jährige Linde, eine Zerreiche und eine Pinus pseudostrobus, die neben einem Gartenhaus und einem exotischen Muschelsitz stehen. Von der viktorianischen Ostterrasse bietet sich ein weiter Ausblick über den Plymouth Sound.
Im unteren Park nahe Cremyll wurden ab 1750 formale Gärten anstelle eines „Wilderness Garden“ aus dem späten 17. Jahrhundert angelegt. Die heute über 3 ha große Anlage enthält heute mehrere Gärten in unterschiedlichen Stilrichtungen:
- einen Französischen Garten mit geschnittenen Eibenhecken, Buchsbaumparterren und geometrisch angelegten Blumenbeeten,
- den um ein 1729 erbautes Gartenhaus angelegten englischen Garten mit Rasenflächen, Blumenbeeten und Baumgruppen, darunter exotische Bäume wie alte Korkeichen, Magnolien, Ginkgobäume und einen Blauglockenbaum,
- einen italienischen Garten mit Springbrunnen, Statuen und einer doppelläufigen Treppe. Die um 1760 erbaute Orangerie wurde durch den Bombenangriff 1941 ebenfalls zerstört, auch die alten Orangenbäume fielen dem Angriff zum Opfer. Nach dem Wiederaufbau wird sie heute als Restaurant genutzt,
- da Angehörige der Familie Edgcumbe auch in Amerika und in Neuseeland leben, wurden die Gärten 1989 durch einen Garten mit amerikanischen Bäumen und Pflanzen sowie durch einen neuseeländischen Garten mit entsprechenden Pflanzen und einem künstlichen Geysir ergänzt,
- zu Ehren des 50-jährigen Thronjubiläums von Königin Elisabeth II. wurde 2002 der Jubilee Garden angelegt.

### Country Park
Der 350 ha große Park liegt auf einer Landspitze westlich des Plymouth Sound und südlich des Hamoaze. Nach Osten und Süden wird der Park vom Plymouth Sound und der Cawsand Bay begrenzt, während nach Norden und Nordwesten die nach Cremyll führende Straße die Begrenzung bildet. Der zum Park gehörende Küstenstreifen erstreckt sich westlich bis zur Landspitze Rame Head und zur Whitsand Bay, im Norden grenzt der Streifen an landwirtschaftlich genutzte Flächen. Das hügelige Gelände fällt im Süden und Osten zum Meer steil ab, während es im Norden nach Cremyll sanfter abfällt, insgesamt ist die Küstenlinie des Parks über 11 km lang.

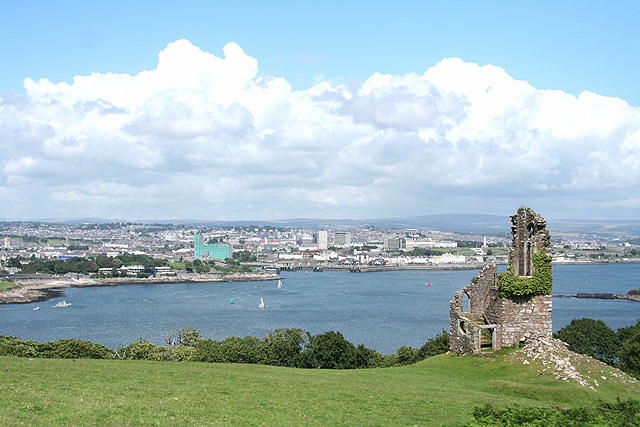
Folly mit Ausblick auf Plymouth

Ein großer Teil des Parks besteht aus dem zum Herrenhaus gehörenden historischen Landschaftspark, der als der älteste Landschaftspark Cornwalls gilt. Durch den Park führt der Earl’s Drive, ein 1788 angelegter Fahrweg vom Herrenhaus entlang der Küste zur Maker Church, der Familienkirche der Edgcumbes. 1823 wurde der Weg bis zum Penlee Point verlängert. Im Park befinden sich zahlreiche Bauwerke, Pavillons und Anlagen, darunter:
- die Avenue, eine wohl zuerst im späten 17. Jahrhundert angelegte, im 20. Jahrhundert neu gepflanzte dreifache Allee aus Linden und Eichen, die von Cremyll auf die Nordfassade des Herrenhauses zuführt,
- der etwa 130 m südöstlich des italienischen Gartens gelegene Thomson's Seat, ein um 1760 im Stil eines griechischen Tempels mit dorischen Säulen angelegter Pavillon zum Gedenken an den Dichter James Thomson,
- die Garden Battery, eine ursprünglich 1747 zum Salutschießen angelegte Batterie mit 21 erbeuteten französischen Kanonen. Die Batterie wurde 1862/63 zu einem Teil des Fortgürtels um Plymouth umgebaut und mit 7 9-Inch-Geschützen bestückt. Die veralteten Geschütze wurden gegen Ende des 19. Jahrhunderts demontiert und durch vier, ab 1911 zwei 12-Pfünder-Schnellfeuerkanonen ersetzt. Die alten Salutkanonen wurden oberhalb der Küstenbefestigung als Earl's battery wieder aufgestellt[8],
- das Amphitheatre, eine Reihe von Teichen in einem kleinen Tal, von dem aus der Plymouth Sound überblickt werden kann. Die Hänge sind mit Kamelien bepflanzt, östlich befindet sich der 1755 erbaute Milton's Temple, eine Rotunde mit ionischen Säulen, die mit Inschriften von Miltons Paradise Lost versehen ist,
- das Blockhouse, eine kleine Küstenbefestigung, die unter Heinrich VIII. um 1545 als Küstenbefestigung errichtet wurde. Die kleine Festung besteht aus einem zweigeschossigen, quadratischen Turm mit Schießscharten,
- ein bronzezeitlicher Grabhügel im Barrow Park westlich des Herrenhauses stammt aus dem 12. Jahrhundert v. Chr. und wurde im 18. Jahrhundert zu einem Prospect Mound, einem konisch geformten Aussichtshügel und Blickfang umgestaltet,
- The Folly, eine künstliche Ruine am etwa 650 m südöstlich des Herrenhauses gelegenen Raveness Point, die 1747 aus Steinen der mittelalterlichen Kapellen St. George und St. Lawrence aus Stonehouse anstelle eines Obelisken erbaut wurde,
- die Queen Adelaide's Grotto am Penlee Point ist eine künstliche Höhle aus dem 18. Jahrhundert. Nach einem Besuch der Königin 1827 wurde sie zu einer Folly im Stil einer gotischen Kapelle erweitert,
- oberhalb der Grotte liegt die Penlee Point Battery, eine ehemalige Küstengeschützbatterie aus dem 19. Jahrhundert, die in den 1970er Jahren abgebaut und zugeschüttet wurde. Das Gelände ist nun ein Naturschutzgebiet des Cornwall Wildlife Trust,
- die 93 m hohe Landspitze Rame Head wird von einer kleinen Kapelle aus dem 14. Jahrhundert bekrönt.

Die im Deer Park lebende Damwildherde stammt noch von den Tieren des 1515 erwähnten Hirschparks ab.
Andere Teile des Parks sind noch sehr naturbelassen. Durch den Park führt von Cremyll bis Whitsand Bay ein 14 km langer Abschnitt des South West Coast Path.

## Trivia
Das Haus und der Park wurden oft von der königlichen Familie und anderen hochgestellten Gästen besucht. Unter anderem waren Karl II. und sein Bruder Jakob II., Georg III. und seine Frau Sophie Charlotte, Wilhelm IV. und seine Frau Adelaide, Victoria und ihr Mann Albert, Napoleon III., Eduard VII. und seine Frau Alexandra in Mount Edgcumbe zu Gast. Der letzte Besuch eines Königs war 1933, als Georg V. und seine Frau Mary zusammen mit ihrem Sohn, dem späteren Georg VI. und dessen Tochter Elisabeth Mount Edgcumbe besuchten.
Haus und Garten dienten mehrfach als Drehort für Rosamunde-Pilcher-Verfilmungen, unter anderem Eine besondere Liebe (1996), Küste der Träume (2001), Paradies der Träume (2002), Wohin du auch gehst (2009), Sonntagskinder (2010) und Das Geheimnis der weißen Taube (2011).